# 石岭关城址
石岭关城址，位于中华人民共和国山西省太原市阳曲县大盂镇上原村石岭关自然村北，已列为山西省文物保护单位。

## 保护
2021年8月4日，石岭关城址由山西省人民政府公布为第六批山西省文物保护单位，编号6-1。